# Уруз

Урус

Уруз (або Урус, Ур, англ. Uruz, Ur) — друга руна германського Старшого (першого) Футарка та друга руна атта (аети) Фрейра та Фрейї. Назва руни означає «дикий бик, тур» як символ первісної некерованої сили природи, фізичної сили. Фонетично могла означати звуки [u], [v], [oo].
На відміну від домашньої рогатої худоби, яку уособлює руна Фіху, тур  — дика тварина, що живе в лісі. Значення символу урус може бути віднесене до дикої енергії або нестримного потенціалу. Категорія урус в рамках Старшого Футарка відповідає за некеровану частину людської психіки. Ця руна також може позначати життєспроможність та особисте здоров'я, мужність, сексуальний потяг та чоловічу потенцію. Вона також репрезентує неусвідомлену енергію всередині людини.

## Кодування
| Unicode UTF-16   | U+16a2                 |
| назва по Unicode | RUNIC LETTER URUZ UR U |
| HTML             | &#5794;                |